# Phare du cap Palliser
Le phare du cap Palliser est un phare situé sur le cap Palliser sud-est de Wellington, dans la région de Wellington (île du Nord), en Nouvelle-Zélande.

## Histoire
Le  phare , mis en service en 1897, était à l’origine alimentée à l'huile. En 1954, la lampe à huile a été remplacée par une lampe électrique alimentée par un groupe électrogène diesel local. Celle-ci a ensuite été remplacée par une connexion au réseau électrique en 1967, gardant le générateur  pour l'alimentation de secours.
Le phare du cap Palliser dispose d'une rampe d'accès de plus de 250 marches pour atteindre la base du phare, ce qui évite une montée extrêmement dangereuse et abrupte. Depuis que les escaliers ont été installés, le phare est devenu plus populaire pour les visiteurs.
Le phare a été entièrement automatisé en 1986 et les gardiens ont été retirés. Il est maintenant surveillé et géré depuis une salle de contrôle de la Maritime New Zealand (en) à Wellington.

## Description
Ce phare  est une tour cylindrique en fonte, avec une galerie et lanterne de 18 m de haut. Le phare est peint en blanc avec deux bandes rouges et le dôme de la lanterne est noire. Il émet, à une hauteur focale de 78 m, deux éclats blancs par période de 20 secondes. Sa portée est de 26 milles nautiques (environ 48 km) pour le feu blanc et 10 milles nautiques (environ 19 km) pour le feu de secours.
Identifiant : ARLHS : NZL-011 - Amirauté : K4000 - NGA : 4580 .
|              |
| Cap Palliser |

|          |
| Le phare |

### Lien connexe
- Liste des phares de Nouvelle-Zélande